# Bohrsches Magneton
Das Bohrsche Magneton {\displaystyle \mu _{\text{B}}} (nach Niels Bohr) ist der Betrag des magnetischen Moments, das ein Elektron mit der Bahndrehimpulsquantenzahl {\displaystyle \ell {\mathord {=}}1} durch seinen Bahndrehimpuls erzeugt. Nach dem ursprünglichen Bohrsches Atommodell ist dies der Grundzustand, also der Zustand mit niedrigster Energie.
Das Bohrsche Magneton wird in der Atomphysik als Einheit für magnetische Momente verwendet.

## Geschichte
Die Idee des elementaren Magneten ist auf Walter Ritz (1907) und Pierre-Ernest Weiss zurückzuführen. Schon vor der Entwicklung des rutherfordschen Atommodells wurde vermutet, dass mit der Planck-Konstante h ein elementares Magneton zusammenhängen müsse. Richard Gans nahm an, das Verhältnis der kinetischen Energie des Elektrons zu seiner Winkelgeschwindigkeit sei gleich h, und gab im September 1911 einen Wert an, der doppelt so groß wie das Bohrsche Magneton war. Paul Langevin nannte im November desselben Jahres auf der Ersten Solvay-Konferenz einen kleineren Wert für das Magneton. Der rumänische Physiker Ștefan Procopiu fand 1911 unter Anwendung der Quantentheorie von Max Planck als Erster den genauen Wert des Magnetons; daher ist zuweilen die Bezeichnung Bohr-Procopiu-Magneton zu hören.
Den Namen „Bohrsches Magneton“ erhielt der Wert erst 1920 durch Wolfgang Pauli, der in einem Artikel den theoretischen Wert des Magnetons mit einem experimentell ermittelten Wert (dem weissschen Magneton) verglich.

## Magneton allgemein
In quantenmechanischer Betrachtung erzeugt der Bahndrehimpuls {\displaystyle {\vec {L}}} eines geladenen Punktteilchens mit Masse {\displaystyle m} und Ladung {\displaystyle q} das magnetische Moment
{\displaystyle {\vec {\mu }}=\mu \,{\frac {\vec {L}}{\hbar }}}
wobei {\displaystyle \hbar } die reduzierte Planck-Konstante und
{\displaystyle \mu ={\frac {q}{2m}}\,\hbar }
das Magneton des Teilchens ist.

## Bohrsches Magneton
Das Bohrsche Magneton ergibt sich, wenn für {\displaystyle q} die Elementarladung {\displaystyle e} und für {\displaystyle m} die Masse {\displaystyle m_{\text{e}}} des Elektrons eingesetzt wird. Es hat nach derzeitiger Messgenauigkeit den Wert:
{\displaystyle {\begin{aligned}\mu _{\text{B}}&={\frac {e}{2m_{\text{e}}}}\,\hbar \\&=5{,}788\,381\,8060(17)\cdot 10^{-5}\,{\text{eV/T}}\\&=9{,}274\,010\,0783(28)\cdot 10^{-24}\,{\text{J/T}}\,.\end{aligned}}}
Die eingeklammerten Ziffern geben die geschätzte Standardabweichung für den Mittelwert an und beziehen sich auf die beiden letzten Ziffern vor der Klammer. {\displaystyle {\text{eV}}} ist die Energieeinheit Elektronenvolt, {\displaystyle {\text{J}}} die Energieeinheit Joule und {\displaystyle {\text{T}}} die Einheit Tesla der magnetischen Flussdichte.
Zu beachten ist, dass aufgrund der negativen Ladung {\displaystyle q{\mathord {=}}{\mathord {-}}e} des Elektrons sein magnetisches Moment immer entgegengesetzt zu seinem Bahndrehimpuls {\displaystyle {\vec {L}}} gerichtet ist: ein Elektron mit Bahndrehimpulsquantenzahl {\displaystyle \ell {\mathord {=}}1}, ausgerichtet parallel zur z-Achse (magnetische Quantenzahl {\displaystyle m_{\ell }{\mathord {=}}+1} ), hat aufgrund dieses Bahndrehimpulses das magnetische Moment {\displaystyle \mu _{{\text{Elektron, }}\ell =1}=-\mu _{\text{B}}} (so z. B. in p-Orbitalen oder auf der innersten Kreisbahn des Bohrschen Atommodells).
Der Spindrehimpuls des Elektrons trägt mit einem weiteren magnetischen Moment der Größe {\displaystyle \mu _{\text{Elektron, Spin}}\approx -1{,}0012\mu _{\text{B}}} (entgegengesetzt zur Richtung des Spins) bei.
Ein magnetisches (Dipol-)Moment hat im Magnetfeld seine geringste Energie, wenn es dem Feld entgegensteht, also Bahndrehimpuls und Spin parallel zur Feldrichtung ausgerichtet sind.